# Чеймбърс (окръг, Тексас)
Окръг Чеймбърс (на английски: Chambers County) е окръг в щата Тексас, Съединени американски щати. Площта му е 2258 km², а населението - 26 031 души (2000). Административен център е град Анауак.